# Opawica (Pologne)
Pour les articles homonymes, voir Opawica.
Opawica est une localité polonaise de la gmina et du powiat de Głubczyce en voïvodie d'Opole.